# Cena BAFTA za nejlepší britský film
Filmová cena Britské akademie za nejlepší britský film udělovaná každý rok Britskou akademií filmového a televizního umění.

## Vítězové a nominovaní

### Čtyřicátá léta
| Rok  | Název           | Režie      |
| ---- | --------------- | ---------- |
| 1947 | Odd Man Out     | Carol Reed |
| 1948 | The Fallen Idol | Carol Reed |
| 1949 | Třetí muž       | Carol Reed |

### Padesátá léta
| Rok  | Název               | Režie            |
| ---- | ------------------- | ---------------- |
| 1950 | Modrá lampa         | Basil Dearden    |
| 1951 | Zlaté věže          | Charles Crichton |
| 1652 | Zvuková bariéra     | David Lean       |
| 1953 | Genevieve           | Henry Cornelius  |
| 1954 | Buď, anebo          | David Lean       |
| 1955 | Richard III         | Laurence Olivier |
| 1956 | Reach for the Sky   | Lewis Gilbert    |
| 1957 | Most přes řeku Kwai | David Lean       |
| 1958 | Místo nahoře        | Jack Clayton     |
| 1959 | Nenávist            | Basil Dearden    |

### Šedesátá léta
| Rok  | Název                                                                      | Režie           |
| ---- | -------------------------------------------------------------------------- | --------------- |
| 1960 | V sobotu večer, v neděli ráno                                              | Karel Reisz     |
| 1961 | Kapka medu                                                                 | Jack Clayton    |
| 1962 | Lawrence z Arábie                                                          | David Lean      |
| 1963 | Tom Jones                                                                  | Tony Richardson |
| 1964 | Dr. Divnoláska aneb Jak jsem se naučil nedělat si starosti a mít rád bombu | Stanley Kubrick |
| 1965 | Agent Palmer: Případ Ipcress                                               | Sidney J. Furie |
| 1966 | Špión, který přišel z chladu                                               | Martin Ritt     |
| 1967 | Člověk pro každé počasí                                                    | Fred Zinnemann  |

### Devadesátá léta
| Rok  | Název                  | Režie                |
| ---- | ---------------------- | -------------------- |
| 1992 | Hra na pláč            | Neil Jordan          |
| 1993 | Krajina stínů          | Richard Attenborough |
| 1994 | Mělký hrob             | Danny Boyle          |
| 1995 | Šílenství krále Jiřího | Nicholas Hytner      |
| 1996 | Tajnosti a lži         | Mike Leigh           |
| 1997 | Pouze vnitrožilně      | Gary Oldman          |
| 1998 | Královna Alžběta       | Shekhar Kapur        |
| 1999 | Východ je východ       | Damien O'Donnell     |

### První desetiletí 21. století
| Rok  | Název                                   | Režie                 |
| ---- | --------------------------------------- | --------------------- |
| 2000 | Billy Elliot                            | Stephen Daldry        |
| 2001 | Gosford Park                            | Robert Altman         |
| 2002 | Warrior                                 | Asif Kapadia          |
| 2003 | Pád do ticha                            | Kevin Macdonald       |
| 2004 | Moje léto lásky                         | Paweł Pawlikowski     |
| 2005 | Wallace a Gromit: Prokletí králíkodlaka | Nick Park a Steve Box |
| 2006 | Poslední skotský král                   | Kevin Macdonald       |
| 2007 | Taková je Anglie                        | Shane Meadows         |
| 2008 | Muž na laně                             | James Marsh           |
| 2009 | Fish Tank                               | Andrea Arnold         |

### Druhé desetiletí 21. století
| Rok  | Název                             | Režie           |
| ---- | --------------------------------- | --------------- |
| 2010 | Králova řeč                       | Tom Hooper      |
| 2011 | Jeden musí z kola ven             | Tomas Alfredson |
| 2012 | Skyfall                           | Sam Mendes      |
| 2013 | Gravitace                         | Alfonso Cuarón  |
| 2014 | Teorie všeho                      | James Marsh     |
| 2015 | Brooklyn                          | John Crowley    |
| 2016 | Já, Daniel Blake                  | Ken Loach       |
| 2017 | Tři billboardy kousek za Ebbingem | Martin McDonagh |